# Batalla de la Loma
La Batalla de la Loma tuvo lugar el 16 de julio de 1865 en las inmediaciones de la Hacienda de la Loma en el actual municipio de Tacámbaro en el estado de Michoacán, México, entre elementos del ejército mexicano de la república, al mando del general José María Arteaga y tropas francesas al servicio del Segundo Imperio Mexicano de la legión belga al mando del teniente coronel Van der Smissen. A pesar de la victoria belga la expedición mexicana le costará muy caro a su país ya que sólo la mitad de los 1.500 belgas logrará volver a Europa al final de las hostilidades.
- Datos: Q2890540